# 今堀誠二
今堀 誠二（いまほり せいじ、1914年10月27日 - 1992年10月9日）は、中国史学者、原水爆禁止運動家。別号は砂鏡

## 経歴
出生から修学期
大阪市で生まれる。広島高等師範学校から、1936年、広島文理科大学東洋史学専攻に入学し、1939年に卒業。
中国史研究者として
卒業後は、広島文理科大学副手に採用された。1943年に講師、1945年に助教授昇格。1949年に広島文理科大学が広島大学に包摂されたことに伴い、以降広島大学助教授。1950年、学位論文『中国封建社会の機構』を広島大学に提出して文学博士号を取得。1951年に教授昇格。1972年からは教養部長を務めた。1977年に広島大学を定年退官し、名誉教授となった。その後、広島女子大学学長に就任。
原水爆禁止運動にも参加し、活動した。

## 受賞・栄典
- 1980年：「中国封建社会の機構」で日本学士院賞を受賞[9]。
- 1988年：勲二等瑞宝章を受章[10]。
- 1992年：谷本清平和賞を受賞。
- 1992年：没日付で従三位に叙せられる[11]。

## 家族・親族
- 父：今堀友市は教育者・心理学者
- 弟：今堀宏三は生物学者
- 弟：今堀和友は生化学者

## 著作
著書
- 『北平市民の自治構成』文求堂 1947
- 『中国の社会構造：アンシャンレジームにおける「共同体」』有斐閣 1953
- 『中国封建社会の機構：帰綏(呼和浩特)における社会集団の実態調査』日本学術振興会 1955
  - 再版 汲古書院 2002

- 『原水爆時代：現代史の証言』三一新書 1959‐1960
- 『東洋社会経済史序説』柳原書店 1963
- 『毛沢東研究序説』勁草書房 1966
- 『中国の民衆と権力』勁草書房 1973
- 『マラヤの華僑社会』アジア経済研究所 1973
- 『原水爆禁止運動』潮出版社 潮新書 1974
- 『中国現代史研究序説』勁草書房 1976
- 『中国封建社会の構造：その歴史と革命前夜の現実』日本学術振興会 1978
- 『中国の本質をみつめる』勁草書房 1985
- 『中国と私,そしてヒロシマ』渓水社 1988
- 『中国封建社会の構成』勁草書房 1991
- 『歴史家の旅』勁草書房 1993
- 『中国史の位相』勁草書房 1995

編著
- 『中国へのアプローチ：その歴史的展開』編、勁草書房 1983

論文
- <今堀誠二